# Удивительная бочка
«Удивительная бочка» — советский рисованный мультипликационный фильм, снятый режиссёром Юрием Бутыриным в 1983 году на студии ТО «Экран» по сценарию Сергея Козлова, основанному на его же одноимённой сказке о том, как Ёжик и Медвежонок встречали весну.

## Сюжет
«Весна!» — сказал Медвежонок, сидя на пеньке, — «Ишь ты! Всё растёт! И деревья, и листья, и цветы вон… А бочка с мёдом не может вырасти, или с вареньем, или с малиной с молоком…» И тут он увидел жёлудь, посадил его в землю и полил водой. Лёг рядом и уснул.
Разбудила его пчела. Открыв глаза, Медвежонок увидел незнакомое растение, а на верхушке — бочка. «Выросла! Прекрасная бочка!» — обрадовался он. Обнял бочку лапами и оторвал от стебля, заглянул внутрь — а там пусто... «Мёда нет, и варенья, и малины с молоком… Эх, рано я сорвал! Не дозрела ещё! Надо её в валенок положить — дозреет.» — рассудив так, Медвежонок побежал за валенком.
А тем временем на полянку прискакал Ёжик верхом на прутике и увидел бочку: «Пожалуй, из этой бочки может получиться… лошадка!» И нарисовал на бочке голову и ножки. Бочка ожила и заскакала по полянке. «Стой! Я хочу на тебе покататься!» — закричал Ёжик. — «Надо её привязать!»
Вернулся Медвежонок с валенком, очень удивился и стал ловить бочку, а она не даётся.
Тут он увидел Ёжика и спросил его: «Это ты нарисовал моей бочке ноги?» Ёжик: «Что ты, я и рисовать-то не умею.» Медвежонок: «Это и видно. Превратил мою бочку неизвестно во что.» Ёжик: «Это лошадка. Смотри, какая она красивая!» Медвежонок: «Я всю жизнь мечтал, чтобы у меня была бочка с мёдом.» Ёжик: «А я, чтобы у меня была лошадка с гривой.» Медвежонок: «И как теперь эту бочку с гривой поймать?»
Он стал бегать и ловить бочку, которая брыкалась и удирала от него, и наконец поймал.
Ёжик: «Ну хорошо, пусть она будет бочкой с мёдом. Только мёд съешь и ничего не останется. А лошадь… — это лошадь!» И Медвежонок согласился: «Ладно. Пусть бочка будет лошадью.»
И тут они увидели, что бочка превратилась в чудесную белую лошадь с гривой из весенней листвы. Ёжик: «Смотри, какая она стала!» Медвежонок: «Это потому что весна! Поэтому она и появилась.» Ёжик: «А ещё потому, что мы очень хотели!» Лошадка позволила им сесть ей на спину и поскакала по лугу, а вокруг распускались весенние цветы...

## Съёмочная группа
| автор сценария       | Сергей Козлов |
| режиссёр             | Юрий Бутырин |
| художник-постановщик | А. Елизаров |
| оператор             | Эрнст Гаман |
| композитор           | Виктор Купревич |
| звукооператор        | Виталий Азаровский |
| художники            | Г. Черникова, Наталья Кудрявцева, Валерий Токмаков, Ирина Гундырева, Е. Строганова, Жанна Корякина, Т. Великород, Михаил Першин, И. Самохин |
| роли озвучивали:     | - Клара Румянова - Георгий Бурков |
| монтажёр             | Любовь Георгиева |
| редактор             | Т. Бородина |
| директор             | Л. Варенцова |

## Мини-сериал
По словам Юрия Бутырина, ему хотелось снимать именно детские мультфильмы. Ему подходили по тематике короткие детские сказки Сергея Козлова с их сквозными персонажами. Бутырин планировал снять множество эпизодов, но после первых трёх («Трям! Здравствуйте!», «Зимняя сказка» и «Осенние корабли») удалось снять только последнюю ленту «Удивительная бочка», после чего Козлов, по какой-то причине, охладел к идее Бутырина. В итоге получился мини-сериал, в котором каждая серия соответствовала какому-то времени года.